# Сярі (Хоккайдо)

43°54′41″ пн. ш. 144°40′15″ сх. д. / 43.91139° пн. ш. 144.67083° сх. д.
Ся́рі (яп. 斜里町, しゃりちょう, МФА: [ɕaɾʲi t͡ɕoː]) — містечко в Японії, в повіті Сярі округу Охотськ префектури Хоккайдо. Станом на 1 жовтня 2008 року площа містечка становила 737,01 км². Станом на 31 березня 2017 населення містечка становило 11 794 осіб.